# Marin Čilić
Marin Čilić (Medjugorje, Bosnia-Herzegovina, 28 de septiembre de 1988) es un tenista profesional croata.
Destacado como júnior, categoría en la que fue número 2 del mundo en 2005 y ganó US Open, llegó a ser top 10 del ranking ATP a principios del 2010. A los 15 años abandonó su Medjugorje natal para viajar a San Remo, recomendado por su compatriota Goran Ivanišević, donde se entrenó a las órdenes de Bob Brett, exentrenador del mismo Ivanišević y de Boris Becker entre otros.
En 2014 ganó el Abierto de los Estados Unidos tras vencer a Tomáš Berdych en cuartos de final, a Roger Federer en semifinales y a Kei Nishikori en la final por un triple 6-3, convirtiéndose en el primer croata en ganar el Abierto norteamericano. En 2017 alcanzó la final de Wimbledon, instancia en la que perdió ante el ocho veces ganador del torneo Roger Federer y en 2018 alcanzó el último partido del Abierto de Australia frente al propio Federer, ganador de 6 ediciones. En el grande restante, Roland Garros, ha alcanzado las semifinales en 2022.
Su juego destaca por su excelente servicio y una temible derecha, además de una excelente movilidad para su 1,98 m de altura. Su estilo de juego similar, su altura y edad lo han llevado a comparaciones con el tenista argentino Juan Martín del Potro.
Adicionalmente, es el hombre núm 150 en ganar un Grand Slam.

## Vida personal
Su apodo es Mrnja, dado por sus familiares y amigos. Sus padres son Zdenko y Koviljka. Tiene tres hermanos Vinko, Goran, y Mile. Admira a Goran Ivanišević y a Ivan Ljubičić. Marin entrena en San Remo, Italia; y es un confeso fanático de los Red Hot Chili Peppers.[cita requerida]

## Carrera profesional

### 2005-2009: Inicios como profesional y primeros títulos ATP

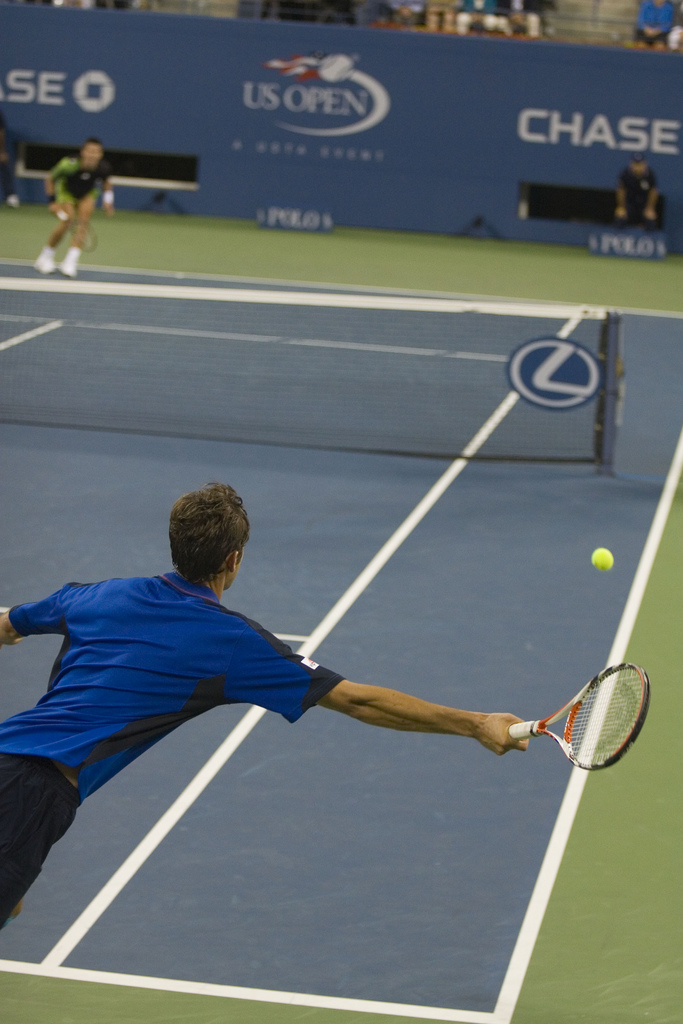
Čilić respondiendo una pelota a Novak Djokovic en Us Open 2008.

En 2006 logró su primera victoria en un torneo de ATP en el Torneo de Zagreb, donde venció en primera ronda al ruso Ígor Andréiev (25º del mundo) con sólo 17 años. Ese mismo año hizo su debut en el Equipo croata de Copa Davis, perdiendo de visita frente al austríaco Stefan Koubek. Aún con 17 años alcanzó las semifinales en el Torneo de Gstaad. Logró sus primeros títulos challenger en 2007 en Casablanca y Rijeka. Este año también fue su debut en Grand Slam, pasando la clasificación del Abierto de Australia. También alcanzó las semifinales en el Torneo de San Petersburgo, tras superar la clasificación. En este torneo logró también su segunda victoria ante un top-ten, venciendo al n.º 4 Nikolái Davydenko, a quien había derrotado ya en el Torneo de Pekín.

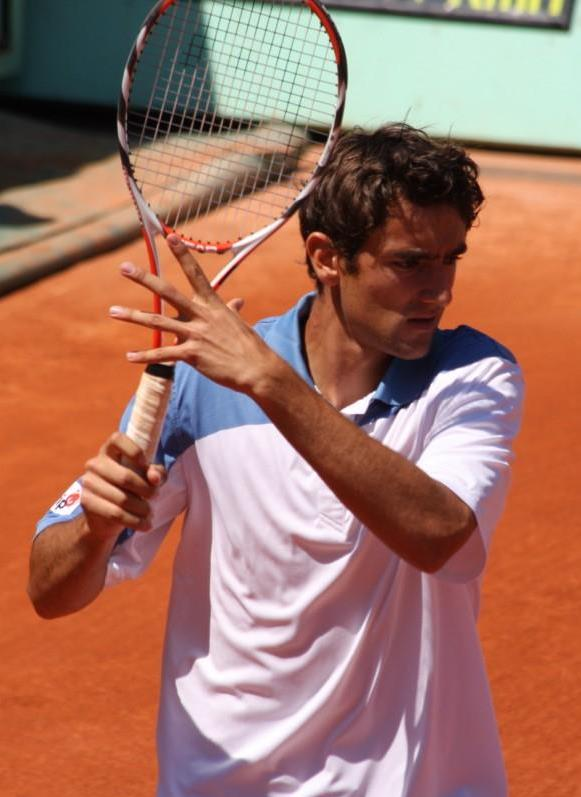
Čilić en Roland Garros 2009.

En 2008 ganó su primer título en New Haven sobre cancha dura. También consiguió su primera victoria en un Grand Slam, en el Abierto de Australia, donde llegó hasta los octavos de final, instancia a la que también arribó en Wimbledon. En Australia, venció en tercera ronda, al n.º 7 del mundo, Fernando González. 
En 2009 siguió su evolución, ganando dos títulos en cuatro finales disputadas. Alcanzó por primera vez los cuartos de final de un Grand Slam en el US Open, tras eliminar a Andy Murray en octavos de final. Alcanzó octavos de final en Australia y Roland Garros manteniéndose la mayor parte del año en el top-15 del ranking mundial. Ayudó también a su país a alcanzar las semifinales de Copa Davis. Entre sus victorias se destacan ante David Ferrer (12.º) en Australia, Radek Štěpánek (19.º) en Roland Garros, Andy Murray (2.º) en el US Open, Nikolái Davydenko (8.º) y Rafael Nadal (2.º) en Pekín y Fernando Verdasco en París.

### 2010: Primer cuartos de final en Grand Slam
Marin empieza el año jugando en el Torneo de Chennai, en la primera ronda vence a Ígor Kunitsyn 6-2, 6-4. En la segunda ronda vence a Marcel Granollers 6-7(3), 6-3, 6-3. En cuartos de final derrota a Santiago Giraldo 7-6(3), 6-1. En semifinales vence Janko Tipsarević 6-1, 6-2 y en la final derrota a Stanislas Wawrinka 7-6(2), 7-6(3), por lo que se convierte en bicampeón de este torneo.
Su siguiente torneo es el Abierto de Australia en la primera ronda vence a Fabrice Santoro 7-5, 7-5, 6-3. En la segunda ronda derrota a Bernard Tomić 6-7(6), 6-3, 4-6, 6-2, 6-4. En la tercera ronda vuelve a derrotar a Stanislas Wawrinka 4-6, 6-4, 6-3, 6-3. En los octavos de final eliminó a Juan Martín del Potro 5-7, 6-4, 7-5, 5-7, 6-3. Marin no dejó de avanzar y eliminó también a Andy Roddick en cuartos de final por 7-6(4), 6-3, 3-6, 2-6, 6-3, en un maratónico partido de algo más de cuatro horas. En semifinales perdió contra Andy Murray 6-3, 4-6, 4-6, 2-6, pero igualmente alcanzó su mejor actuación en un torneo de Grand Slam y gracias a este resultado Marin ascendió al top 10 por primera vez.
Posteriormente jugaría en el Torneo de Zagreb, en la primera ronda eliminó a Jan Hájek 6-2, 6-2. En la segunda ronda venció a Daniel Köllerer 6-2, 6-1. En cuartos de final derrotó a Ivo Karlović 7-6(5), 6-4. En semifinales venció a Jürgen Melzer 7-6(6) 6-4 en la final derrotó a Michael Berrer 6-4 6-7(5) 6-3 convirtiéndose en bicampeón de este torneo también.
En el segundo Grand Slam de la temporada, Roland Garros, cayó en cuarta ronda ante el sueco Robin Söderling por un resultado de 6-4, 6-4 y 6-2.
Llegó a las semifinales del Torneo de Washington acabando con las 11 victorias consecutivas de Mardy Fish en la tercera ronda. Čilić fue derrotado por el eventual campeón David Nalbandian en los cuartos de final.
En el Abierto de Estados Unidos, Čilić perdió ante Kei Nishikori en la segunda ronda.

### 2011: Sexto título ATP

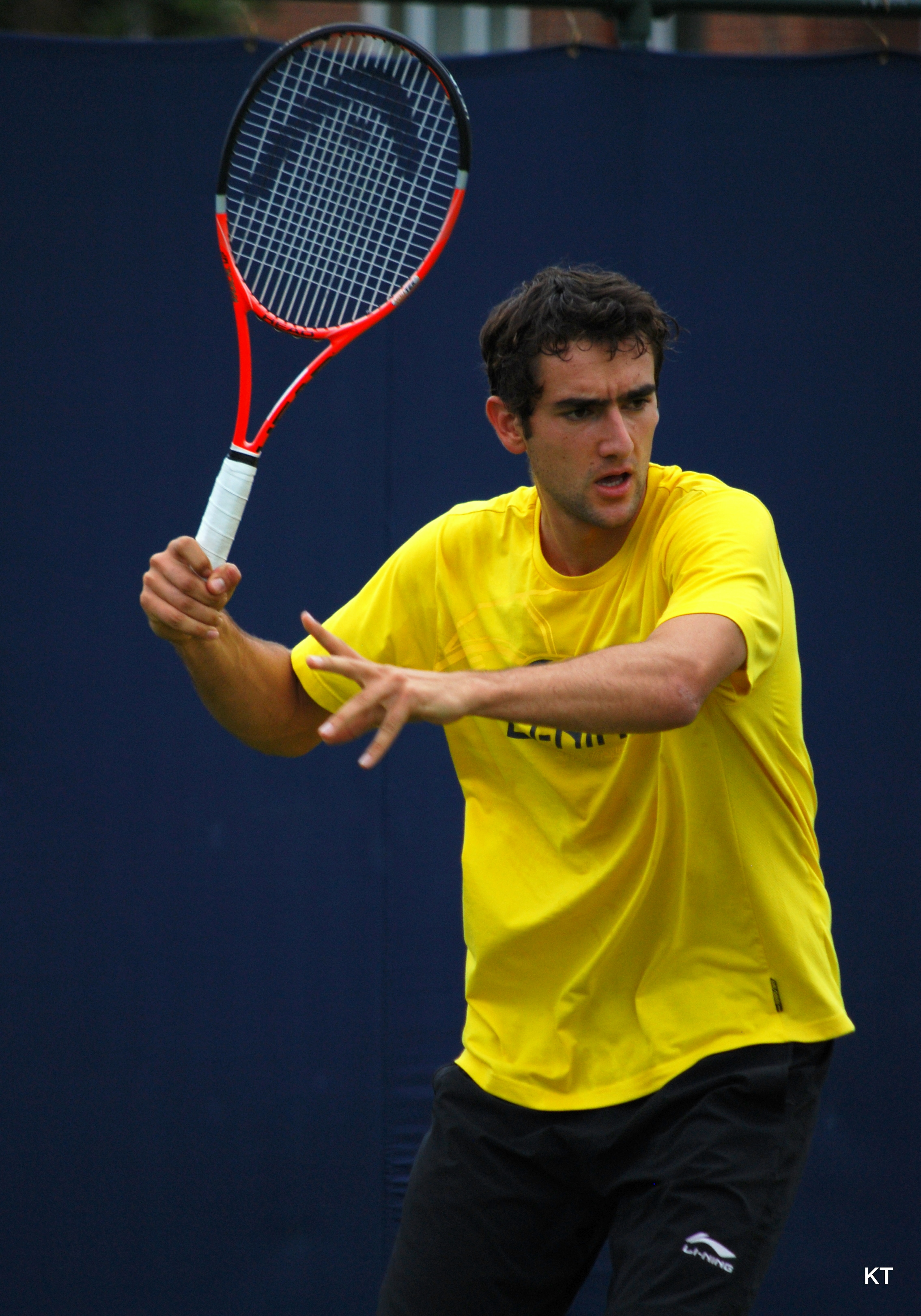
Čilić en 2011.

Čilić comenzó la temporada con una derrota en primera ronda ante Kei Nishikori en Chennai, donde no pudo defender su título.
En el Abierto de Australia 2011 avanzó a la cuarta ronda, derrotando a Donald Young, Santiago Giraldo, y luego John Isner en cinco sets. En la cuarta ronda, perdió ante el n.º 1 del mundo, Rafael Nadal.
A continuación, se trasladó a Zagreb para defender un nuevo título. Una vez más, no fue capaz de hacerlo, cayendo ante Florian Mayer en los cuartos de final. Čilić jugaría su próximo torneo en Róterdam y perdió ante Viktor Troicki en cuartos de final.
Luego jugó el Torneo de Marsella, donde fue cabeza de serie. Derrotó a Tomáš Berdych en los cuartos de final y salvó un punto de partido en la victoria por remontada ante Mijaíl Yuzhny. Perdió ante Robin Söderling en la final.
Čilić jugó con Equipo de Copa Davis de Croacia en los playoffs del Grupo Mundial en la primera ronda de la Copa Davis 2011, derrotando a Florian Mayer en el partido de individuales de apertura. Se niveló el empate a 2-2 al vencer a Philipp Kohlschreiber en el primer partido de individuales. Sin embargo, en última instancia, Alemania logró la victoria.
Čilić perdió en la primera ronda del Abierto de Francia ante Rubén Ramírez Hidalgo y en Wimbledon ante su compatriota Ivan Ljubičić.
En Umag, Čilić se convirtió en el primer hombre de Croacia en llegar a la final de este torneo en más de 20 años, sin embargo perdió ante Aleksandr Dolgopólov.
Llegó a la tercera ronda del Abierto de Estados Unidos, perdiendo ante Roger Federer.
En el Torneo de Pekín, perdió la final ante n.º 6 del mundo, Tomáš Berdych en tres sets.
Čilić ganó su sexto título de su carrera en San Petersburgo al derrotar al n.º 10 del mundo, Janko Tipsarević en la final. En el camino a la final, derrotó a Sergei Bubka, Somdev Devvarman, Andreas Seppi, y Mijaíl Yuzhny. Así cerraría su temporada.

### 2012: Séptimo y octavo título ATP
Čilić no jugó el Abierto de Australia 2012. En Indian Wells, perdió en la segunda ronda ante David Nalbandian. Fue derrotado por Juan Martín del Potro en la tercera ronda del Masters de Miami y en el Abierto de Francia.
En junio, Čilić ganó el Torneo de Queen's Club después de que su rival en la final, David Nalbandian, fuera descalificado en la segunda manga por conducta agravada, después de haber pateado la valla de alrededor de la silla del juez de línea, hiriendo a este.
En la tercera ronda de Wimbledon, venció a Sam Querrey por 7-6, 6-4, 6-7, 6-7 y 17-15 en el segundo partido más largo de la historia de Wimbledon que duró 5 horas y 31 minutos. Posteriormente perdió ante Andy Murray en la siguiente ronda.

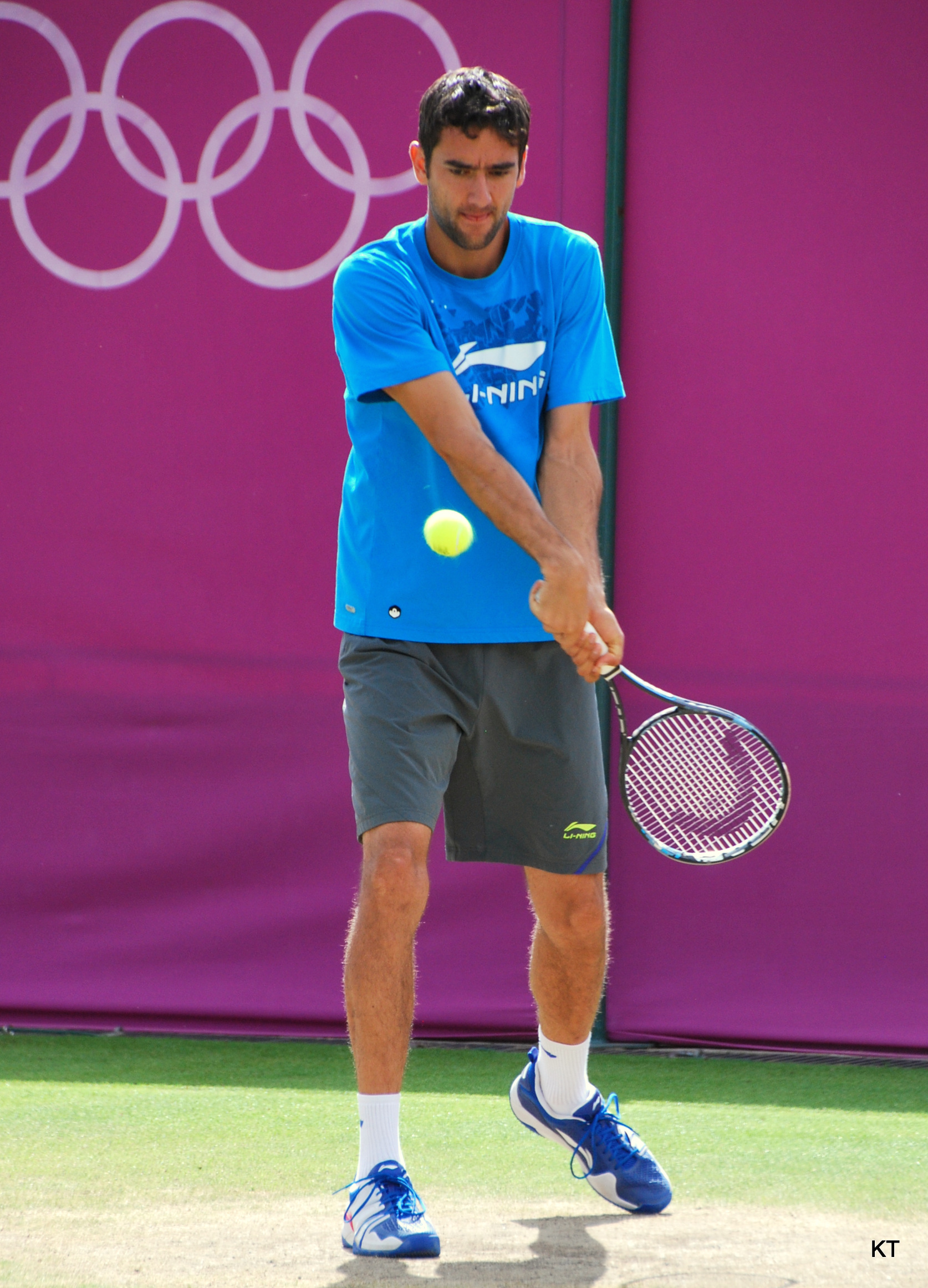
Marin Čilić precalentado previo a los Juegos Olímpicos de Londres 2012.

El 11 de julio de 2012, derrotó a Daniel Brands y llegó a los cuartos de final del Torneo de Umag. El 15 de julio de 2012, Čilić se convirtió en el primer jugador de casa capaz de ganar el Torneo de Umag después de 22 años al derrotar a Marcel Granollers en la final.
Čilić llegó como decimosegundo cabeza de serie al US Open, donde igualó su mejor resultado de 2009 para llegar a los cuartos de final. Fue derrotado por el eventual campeón Andy Murray a pesar de ganar el primer set y liderar 5-1 en el segundo set.

### 2013: Prueba fallida de control antidopaje y prohibición

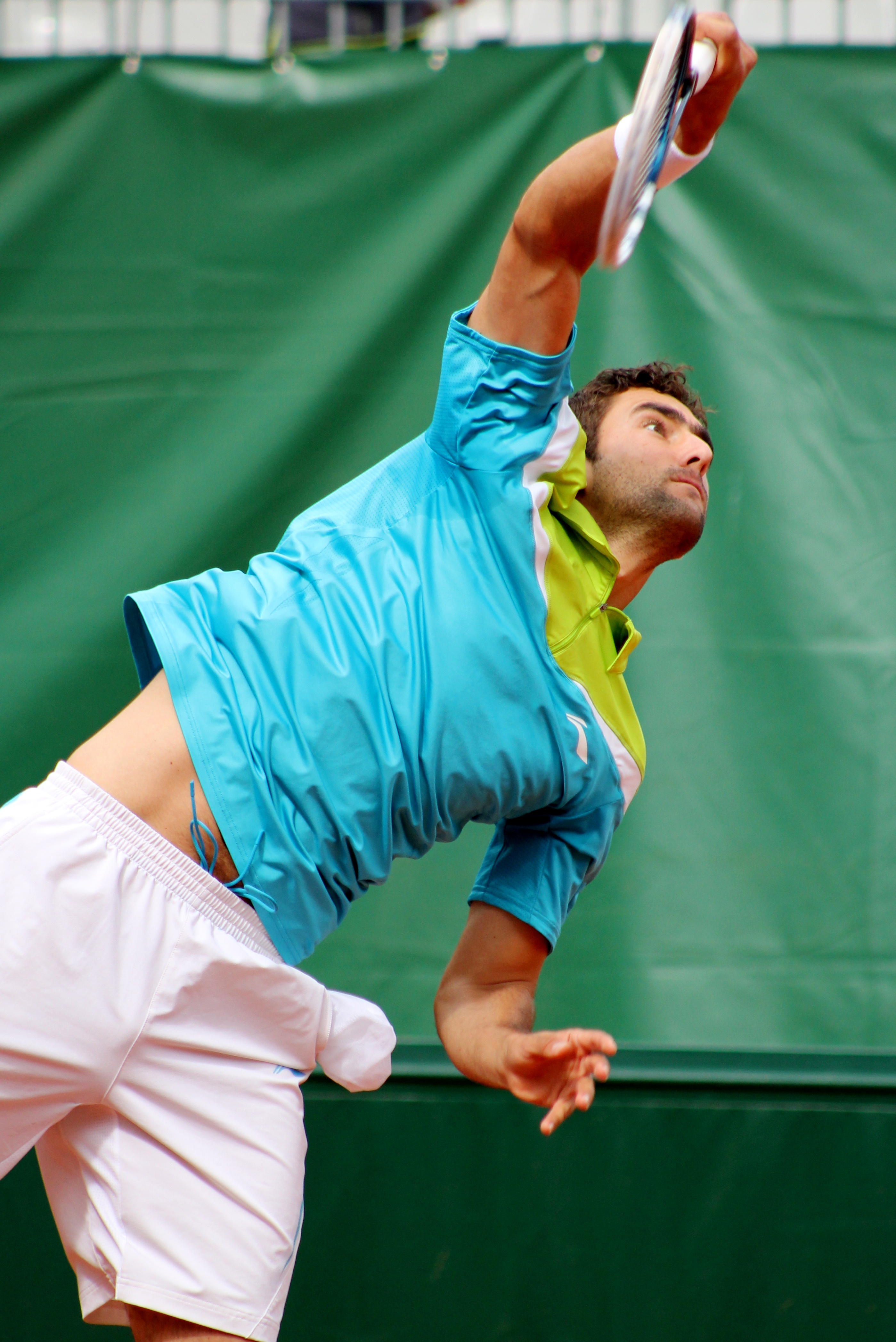
En 2013 el croata Čilić fue suspendido por 9 meses debido a que dio positivo en un control antidopaje, pero después la ITF lo redujio a seis meses, volviendo al circuito ATP en noviembre de 2013.

Čilić comenzó su año en el Torneo de Chennai, perdiendo ante Benoît Paire en los cuartos de final. En el Abierto de Australia 2013, fue cabeza de serie n.º 12, pero cayó en la tercera ronda ante Andreas Seppi, en 5 sets (7-6 (2), 3-6, 6-2, 4-6 y 2-6).
En la Copa Davis en febrero, Čilić jugó con Croacia en los playoffs del Grupo Mundial ante Italia, derrotó a Paolo Lorenzi en el partido de individuales de apertura. En el primer de individuales del domingo, se enfrentó a Andreas Seppi con quien perdió anteriormente en el Abierto de Australia, pero Čilić se impuso en una victoria en tres sets corridos (6-3, 6-3, 7-5). Sin embargo, Italia finalmente ganó la eliminatoria con un marcador final de 3-2.
En Torneo de Zagreb, donde ganó dos veces, 2009 y 2010, Čilić ganó por tercera vez, y fue su noveno título de su carrera, derrotando a Jürgen Melzer en la final. Más adelante en el Torneo de Memphis, Čilić era cabeza de serie en el evento, pero perdió ante Kei Nishikori el eventual campeón en los cuartos de final.
En marzo, Čilić jugó en Indian Wells, perdió en la tercera ronda ante Milos Raonic en tres sets (6-3, 4-6, 3-6). En el siguiente Miami, derrotó al n.º 8 Jo-Wilfried Tsonga en la cuarta ronda, pero perdió ante Andy Murray en los cuartos de final.
En abril, Čilić comenzó su temporada de arcilla en Montecarlo, perdiendo ante Richard Gasquet en la cuarta ronda. En Roland Garros 2013, Čilić perdió en la tercera ronda ante Viktor Troicki en dos sets.
En junio, Čilić regresó al Torneo de Queen's Club. Derrotó al n.º 6 del mundo Tomáš Berdych en los cuartos de final, logrando su segunda victoria ante un Top 10 del año, y a Lleyton Hewitt en la semifinal. En el partido final, perdió ante Andy Murray en tres sets (7-5, 5-7, 3-6). En Wimbledon tuvo que retirarse antes del partido de segunda ronda debido a una lesión en la rodilla izquierda, donde fue programado para jugar ante Kenny de Schepper. Había derrotado previamente a Marcos Baghdatis (6-3, 6-4, 6-4) en la primera ronda. Posteriormente se especuló con la posibilidad de que su retirada en Wimbledon hubiera estado relacionada con un positivo por dopaje durante el torneo de Montecarlo. Finalmente la ITF publicó un comunicado en el que anunciaba su suspensión durante nueve meses, desde el 1 de mayo de 2013 al 31 de enero de 2014, al haber dado positivo por nicetamida durante el torneo de Múnich. Finalmente su sanción fue reducida a seis meses, por lo que pudo disputar el último torneo de la temporada, el Masters de París, donde en primera ronda venció al holandés Igor Sijsling, perdiendo en segunda ronda ante Juan Martín del Potro.

### 2014: Primer título de Grand Slam
Tras un mal año, Čilić comienza la temporada como n.º 37 del mundo.
Su primer torneo fue el de Brisbane donde derrotó a Denis Istomin y Grigor Dimitrov en primera y segunda ronda, respectivamente en partidos trabajados. En cuartos de final cayó ante Kei Nishikori también tras tres sets intensos. Para llegar mejor al Abierto de Australia decidió acudir al Torneo de Sídney donde venció remontando al alemán Jan-Lennard Struff en primera ronda, aunque cayó en segunda ante Denis Istomin que se tomó venganza.
Al primer Grand Slam, el Abierto de Australia llegaba ya en plenas condiciones. En primera ronda se ganó ante Marcel Granollers con una remontada 4-6, 4-6, 6-3, 6-3 y 6-2. En segunda ronda cayó ante Gilles Simon por parciales de 6-4, 6-7(3), 7-6(5), 1-6, 2-6 favorables al francés.
Tras su participación en Melbourne llegaría su mágico mes de febrero, donde jugó tres torneos (siendo al menos finalista en los tres). Primero disputó el Torneo de Zagreb donde defendía título. Venció sin complicaciones a Mate Delić, Dušan Lajović, Ivan Dodig y Björn Phau para llegar a la final. En dicha final venció al n.º 12 del mundo Tommy Haas por un claro 6-3 y 6-4, conquistando su primer título del año, su cuarto en Zagreb y acortando una sequía de un año sin ganar trofeos. Luego jugó el Torneo de Róterdam, primero de categoría 500. Ganó a Lukáš Rosol en primera ronda, en la segunda desbancó al n.º 10 del mundo Jo-Wilfried Tsonga por un doble 6-4, en cuartos derrotó al n.º 6 Andy Murray por un claro 6-3 y 6-4 y en semifinales pudo con el local Igor Sijsling tras tres sets para meterse en su segunda final consecutiva. En dicha final no pudo lograr un nuevo título, tras perder con el checo Tomáš Berdych por parciales de 4-6 y 2-6.
Luego jugó el Torneo de Delray Beach para ultimar los primeros Masters 1000 del año. Sin complicaciones derrotó a Benjamin Becker (primera ronda), Ryan Harrison (segunda ronda) y Teimuraz Gabashvili (cuartos de final) para colarse en las semifinales, donde derrotó al n.º 13 del mundo y local John Isner por 7-6(5), 6-3 para meterse en una nueva final. Siguió con su exitosa racha durante el mes conquistando su segundo título del año y también segundo en apenas dos semanas tras vencer a Kevin Anderson por 7-6(6), 6-7(7), 6-4 en un partido ajustado.

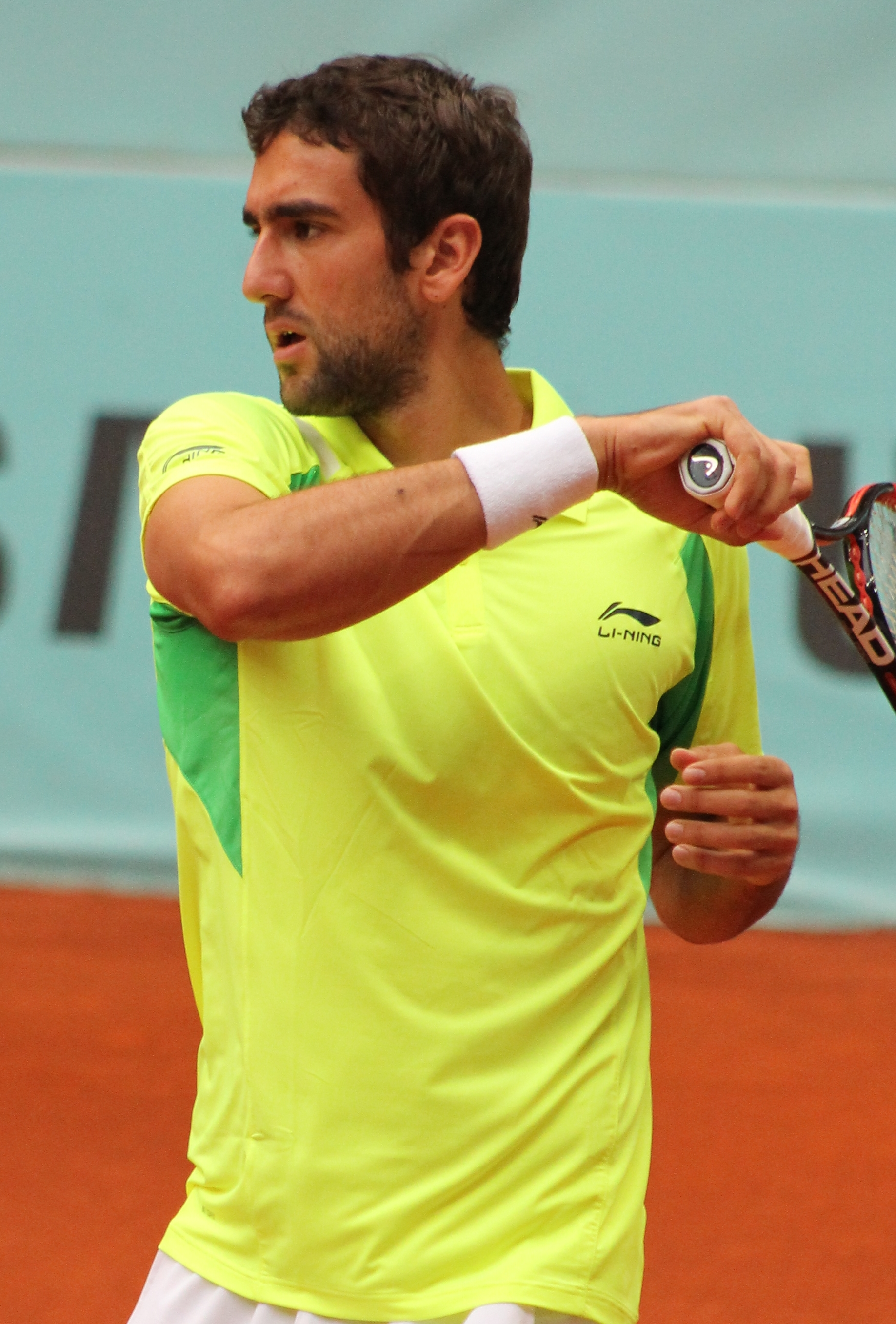
Čilić en mayo de 2014, durante el Masters de Madrid.

Perdió con Novak Djokovic en tres sets en la cuarta ronda del ATP World Tour Masters 1000 de Indian Wells. Cayó con Édouard Roger-Vasselin en la segunda ronda del ATP World Tour Masters 1000 de Miami.
Perdió en tercera ronda de Roland Garros (cayó con Djokovic en cuatro sets). Venció al sexto favorito Tomáš Berdych en tercera ronda de Wimbledon, antes de caer en cuartos de final ante el favorito n.º 1 Novak Djokovic en 5 sets.
Con Santiago González alcanzó las semifinales del ATP World Tour Masters 1000 de Toronto (perdiendo ante Ivan Dodig y Marcelo Melo).
En agosto, Čilić llega al Abierto de los Estados Unidos como decimocuarto preclasificado, ganando al quinto preclasificado Milos Raonic en octavos de final, al sexto Tomáš Berdych en cuartos de final, y al número 2 Roger Federer en semifinales para alcanzar la final. El 8 de septiembre vence 6-3, 6-3, 6-3 al décimo preclasificado, Kei Nishikori de Japón ganando así su primer título de Grand Slam. Con su victoria, regresó al top 10 del ranking mundial, ubicándose en la novena posición y batió varios récords como los siguientes: fue la final más corta del US Open desde el 2008, cuando Roger Federer ganó a Andy Murray en 1h, 51m. Čilić es el primer cabeza de serie n.º 14 en ganar un major en la Era Abierta (desde 1968). Es el primer croata en ganar un Grand Slam desde su ídolo Goran Ivanišević en Wimbledon 2001. Čilić, n.º 16 del ranking, es el primer campeón del Abierto de Estados Unidos fuera del Top 10 desde el n.º 17 Pete Sampras en 2002. Junto con Juan Martín del Potro (US Open 2009) y Stan Wawrinka (Abierto de Australia 2014) es apenas el tercer jugador fuera del 'Big Four' en ganar en los últimos 39 majors. Se convirtió en el quinto jugador en la Era Open en ganar su primer título de Grand Slam sin perder un set en las tres últimas rondas (QF, SF, F), el primero desde Federer en Wimbledon en 2003.
Ayudó a Croacia a regresar al Grupo Mundial de Copa Davis con una victoria por 3-2 sobre Holanda (venciendo a Thiemo de Bakker en el quinto punto); junto con Marin Draganja, ganó el dobles (a Robin Haase y Jean-Julien Rojer).

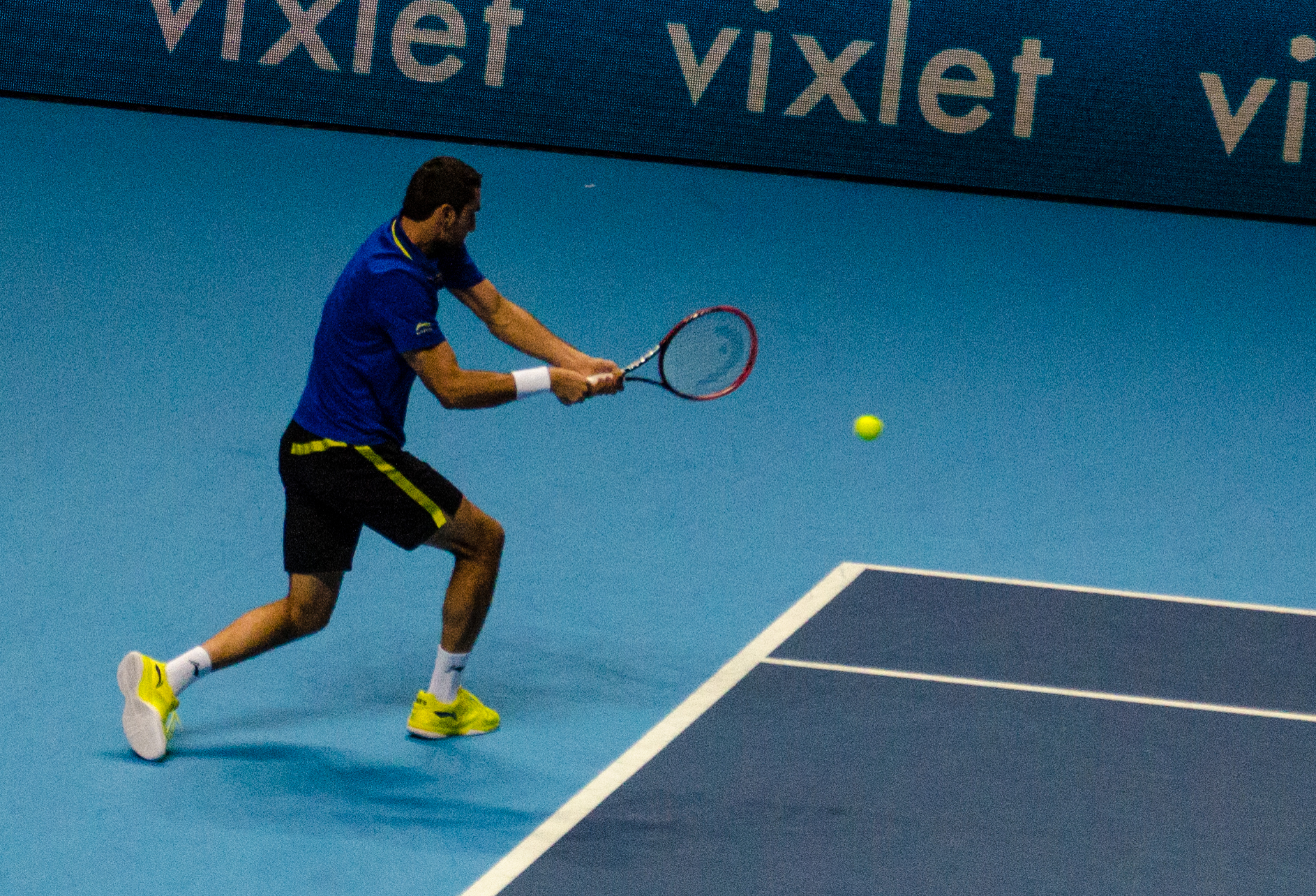
Čilić en el ATP World Tour Finals 2014.

Cayó en primera ronda del ATP World Tour Masters 1000 de Shanghái (perdiendo ante su amigo Ivo Karlović en el tercer set). El 18 de octubre clasificó para las ATP World Tour Finals por primera vez. Al día siguiente capturó su cuarto título ATP World Tour del año en Moscú (venciendo a Roberto Bautista); fue su 13° título en general y el sexto en canchas duras bajo techo.
En su primera visita a las ATP World Tour Finals quedó 0-3 en el round robin, incluyendo un revés a tres sets ante Stan Wawrinka en el cierre del grupo. Terminó el 2014 con récord de 54-21, incluyendo cuatro títulos y $4 879 359 de premios en dinero. Sin dudad alguna su mejor temporada.

### 2015: 14.º título ATP
El 10 de enero del 2015, sufrió una lesión en el hombro, por lo que se retiró del Abierto de Australia. el primer Grand Slam del año. Esta lesión le impidió jugar el Torneo de Zagreb donde era dos veces campeón defensor, y también en el ATP 500 de Róterdam donde alcanzó la final y también Delray Beach, del que era campeón. Su participación en la Copa Davis fue incierta, y finalmente tuvo que decidir retirarse unos días antes.
Regresó a la competencia en el Masters de Indian Wells donde empezó desde la segunda ronda al ser cabeza de serie y fue vencido por el argentino Juan Mónaco por doble 6-4. Debido a que volvieron sus dolores en el hombro se bajó del Masters de Miami.
Regresó para la gira de tierra batida europea en el Masters de Montecarlo donde accedió a cuartos de final tras batir a Florian Mayer y Jo-Wilfried Tsonga, allí perdió en seco contra el serbio Novak Djokovic por 0-6, 3-6. Cayó en la segunda ronda en el Masters de Madrid (perdiendo con Fernando Verdasco en tres sets). Mientras que en el dobles, no pudo convertir cuatro puntos de partido contra Viktor Troicki en la derrota 13-11 en el supertiebreak ante Marcin Matkowski-Nenad Zimonjić en los cuartos de final.
Posteriormente cayó en la primera ronda en el Masters 1000 de Roma perdiendo con Guillermo García-López. Tras esto jugó el Torneo de Ginebra, en segunda ronda batió a Andréi Rubliov por 4-6, 7-6, 6-1 tras salvar un punto de partido en el 5/6 del segundo set. Luego cayó en cuartos de final ante Santiago Giraldo en sets corridos.
En Roland Garros batió a Robin Haase, Andrea Arnaboldi y Leonardo Mayer en sets corridos para alcanzar la cuarta ronda, igualando así su mejor resultado en el torneo parisino, allí caería ante David Ferrer en tres sets.
Después de varios meses de dudas y pérdida de confianza, empieza la temporada de césped en Stuttgart donde llegó a semifinales tras vencer a los alemanes Matthias Bachinger y Mischa Zverev, allí perdió con Viktor Troicki por 6-3, 6-7 y 7-6. En Wimbledon comenzó bien al vencer al japonés Hiroki Moriya en sets corridos en primera ronda, en 2.ª ronda venció al lituano Ričardas Berankis con gran dificultad, ganando 7-5 en el quinto set. En la tercera ronda enfrentó al cañonero estadounidense John Isner, en un duelo de dos días debido a la lluvia, finalmente el croata terminó imponiéndose en cinco sets por 7-6(4), 6-7(8), 6-4, 6-7(4) y 12-10 en más de cuatro horas de juego. En octavos de final enfrenta a la sorpresa del torneo Denis Kudla al que vence con algo de dificultad por 6-4, 4-6, 6-3, 7-5. Luego, en los cuartos de final, se enfrenta al n.º 1 del mundo Novak Djokovic, en la misma etapa que el año anterior. Excepto que esta vez, fue un partido mucho menos luchado y terminó cayendo 4-6, 4-6, 4-6 en menos de dos horas, lo cual le evitó ser el tercer croata en alcanzar las semifinales (tras Goran Ivanišević y Mario Ančić).
En preparación para defender su título en el Abierto de Estados Unidos, realizó una extensa gira por canchas duras americanas. Empezando con el ATP 500 de Washington, llegó a semifinales tras batir a Hyeon Chung, Sam Querrey y Alexander Zverev en sets corridos, allí perdió con el futuro campeón Kei Nishikori por 6-3, 1-6, 4-6. Pierde de entrada en el Masters de Canadá contra Bernard Tomic en sets corridos y en el Masters de Cincinnati perdió en octavos de final contra Richard Gasquet también en sets corridos.
Para el US Open es noveno cabeza de serie, pasa sus dos primeras rondas con bastante facilidad, pero en la 3.ª debe luchar para vencer al kazajo Mijaíl Kukushkin por 6-7(5), 7-6(1), 6-3, 6-7(3) y 6-1. En octavos de final, venció al francés Jérémy Chardy 27° del mundo por 6-3, 2-6, 7-6(2), 6-1. En cuartos de final, se enfrentó a otro francés, Jo-Wilfried Tsonga, 18° del mundo. En un extraño partido, Čilić ganó las dos primeras mangas doble 6-4 en una hora 30 minutos antes de perder los dos siguientes sets y permitir que Tsonga regrese al partido al embolsarse al ganar las 2 siguientes mangas por 6-3, 7-6(3). En el set decisivo logra vencer por un 6-4 final en 4 horas de juego. Así se clasificó para las semifinales sin haber vencido a ningún Top 15, donde se enfrentó al número 1 del mundo Novak Djokovic, el croata cayó categóricamente ante Djokovic por 0-6, 1-6, 2-6 en menos de una hora y media.
Ganó su primer título de la temporada en Moscú, siendo este su segundo título en la capital rusa. Nuevamente, ganó contra el mismo oponente del año pasado, Roberto Bautista Agut por doble 6-4, logrando el 14° título de su carrera.
Terminó la temporada en el 13° lugar.

### 2016: Primer título de Masters 1000
En el primer gran torneo del año, el Abierto de Australia, fue preclasificado 12, eliminó a Thiemo de Bakker y Albert Ramos en las dos primeras rondas, pero fue eliminado por el español Roberto Bautista en la tercera ronda.
En febrero, en el Torneo de Marsella. En segunda ronda vence a Robin Haase en tres sets por 4-6, 6-3 y 7-5, luego a Andréi Kuznetsov en cuartos de final por 6-3 y 6-4, en las semifinales al francés Benoît Paire por 6-2, 6-7 y 6-3. Perdió en la final contra el australiano Nick Kyrgios por 6-2 y 7-6(3) quien ganó su primer título. Luego jugó en Acapulco y cayó en primera ronda contra Ryan Harrison en tres sets.
Tras esto jugó el Masters de Indian Wells llegando hasta cuartos de final tras doblegar a Ryan Harrison, Leonardo Mayer en sets corridos y a Richard Gasquet en tres sets para perder contra el número 15 el belga David Goffin por 7-6 y 6-2. En el Masters de Miami fue derrotado por Gilles Simon en la tercera ronda.

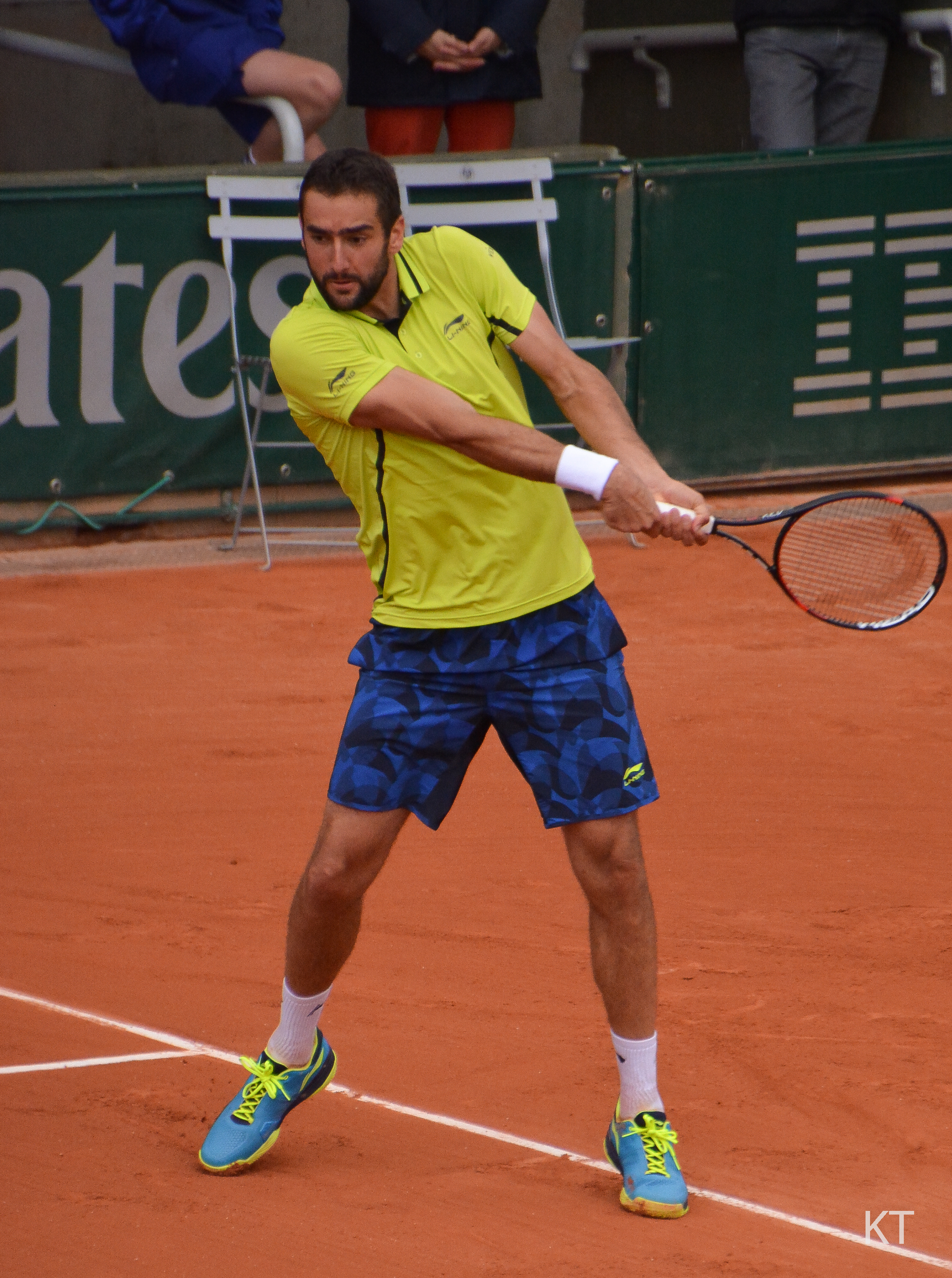
Čilić durante la primera ronda de Roland Garros 2016 donde caería contra Marco Trungelliti en cuatro sets.

Producto de una lesión en la rodilla, renuncia a jugar los Masters 1000 sobre arcilla. Comienza su temporada de tierra batida en el Torneo de Ginebra recibiendo un Will Card llegó a semifinales tras vencer a Ernests Gulbis y Federico Delbonis en sets corridos. En las semifinales derrotó a David Ferrer por doble 7-5 en casi dos horas de partido para llegar a la final donde caería ante Stanislas Wawrinka por 6-4 y 7-6(11). Tras este torneo regresa a la lista de los diez mejores específicamente al lugar 10 del Ranking previo a comenzar Roland Garros, perdió en la primera ronda de manera sorprendente contra el clasificado Marco Trungelliti (166° del mundo) por 7-6(4), 3-6, 6-4 y 6-2, perdiendo por primera vez en la primera ronda de un Grand Slam desde Wimbledon 2011.
Para la temporada de césped, en Wimbledon. Vence a Brian Baker y Sergui Stajovski en las dos primeras rondas, luego a Lukáš Lacko con bastante facilidad y se beneficia del abandono del japonés Kei Nishikori (6° del mundo), ganando por 6-1 y 5-1 ab. En los cuartos de final, da una gran batalla al 3 del mundo Roger Federer, llevándose las dos primeras mangas de la nada por 7-6(4) y 6-4 antes de perderse varias oportunidades (muchos puntos de partido perdidos) y perder su nivel poco a poco, siendo atrapado por el suizo, hasta perder las últimas tres mangas por 3-6, (9)6-7 y 3-6 y luego el partido en 3 horas 17 minutos de juego. Unos días más tarde, decidió terminar su colaboración de tres años con su entrenador Goran Ivanišević poco después de contribuir a la calificación de su país a Semifinales de Copa Davis.
Luego cae de entrada en el Masters de Toronto contra su compatriota Ivo Karlović en sets corridos, después juega los Juegos Olímpicos de Río de Janeiro 2016 donde compitió en los singles masculinos y los dobles masculinos con Marin Draganja. En la modalidad de individuales avanzó hasta la tercera ronda tras vencer a Grigor Dimitrov y Radu Albot en sets corridos donde sería eliminado por el 11 del mundo Gael Monfils por (6)6-7, 6-3, 6-4, sin lograr romperle el servicio. Mientras que en el dobles masculino perdió en la primera ronda con Draganja frente a la dupla serbia de Novak Djokovic y Nenad Zimonjić.

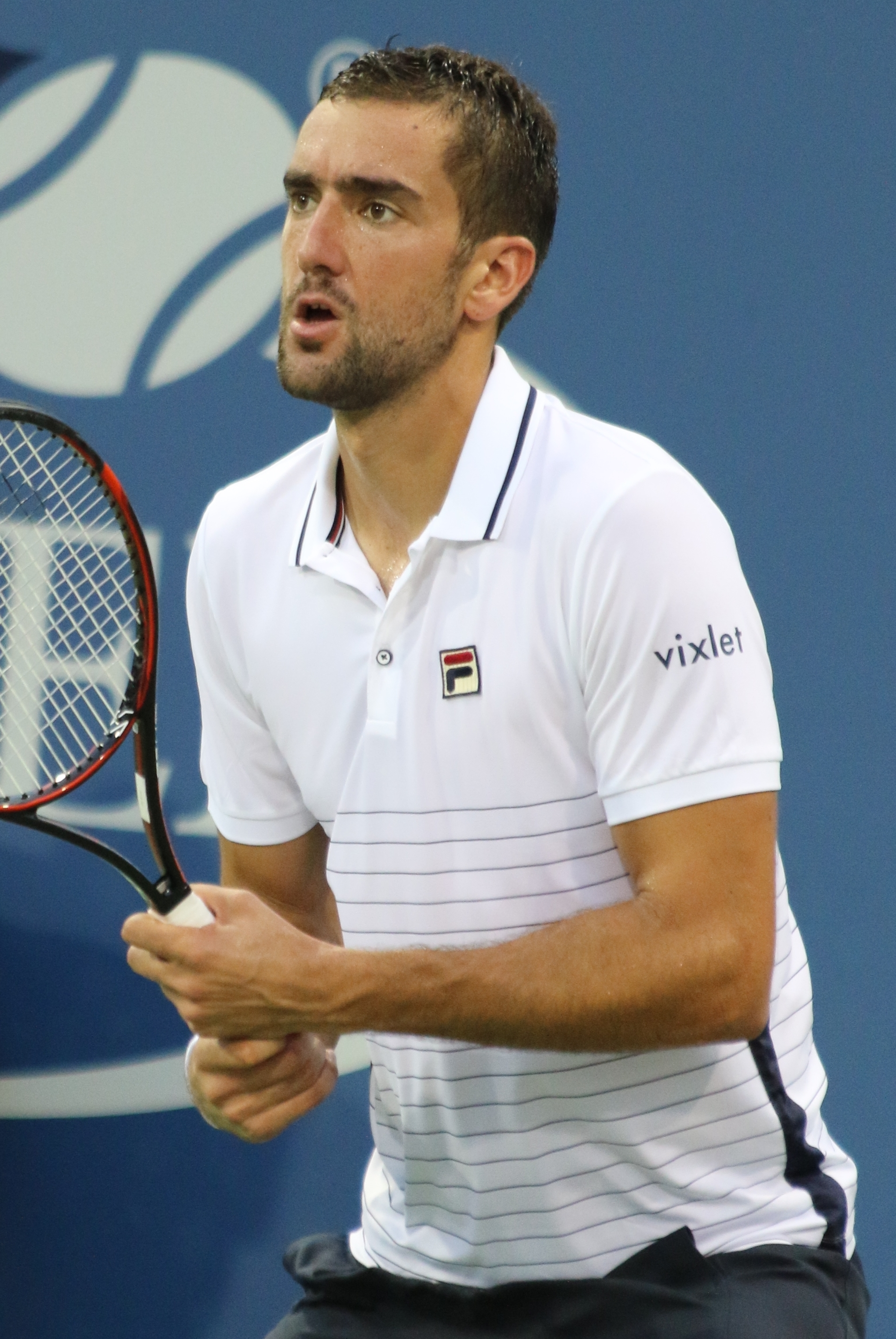
En el Masters de Cincinnati 2016 Čilić logró ganar su primer Masters 1000 en su carrera, con lo que consiguió haber ganado al menos un título en todas las categorías de los torneos ATP (250, 500, M1000 y GS).

En el Masters de Cincinnati, anuncia a su nuevo entrenador el sueco Jonas Björkman con quien comenzará a trabajar desde el US Open. Vence fácilmente en dos sets a Viktor Troicki y Fernando Verdasco, antes de vencer al 8 del mundo el checo Tomáš Berdych en tres sets por 6-3, 4-6 y 6-4 y calificar a los cuartos de final. En esta instancia, se enfrenta al verdugo de Nadal en la ronda anterior, Borna Ćorić, contra quien ganó el primer set 6-2 antes de beneficiarse con su retiro. Alcanzando su primera semifinal de este tipo de torneo. En las semifinales se enfrenta a Grigor Dimitrov, en un feroz partido de 2 horas 23 minutos que terminó a más de la una de la madrugada (hora estadounidense), ganó el encuentro por 4-6, 6-3 y 7-5 para jugar por el título contra el 2 del mundo, Andy Murray. En la final contra el escocés, se beneficia de la fatiga debido a la carga de partidos de este, y en un partido de un buen nivel de tenis, gana por 6-4 y 7-5 en una hora 34 minutos para ganar el primer Masters 1000 de su carrera. Además fin a las 22 victorias consecutivas del británico, que data desde Queen's Club 2016 y gracias a este título, regresa al top 10 situándose en el noveno lugar del ranking mundial.
Presentado como potencial favorito para el título, comienza el US Open con dos cómodos triunfos sobre Rogério Dutra da Silva y Sergui Stajovski pero termina su participación en el torneo en la tercera ronda tras caer por 6-4 y doble 6-3 contra el estadounidense Jack Sock en una hora 45 minutos. Después juega las Semifinales de la Copa Davis contra Francia, aportando tres puntos para su equipo: derrota a Lucas Pouille (6-1, 7-6, 2-6, 6-2), en el dobles a la pareja Pierre-Hugues Herbert - Nicolas Mahut asociado con Ivan Dodig (7-6, 5-7, 7-6, 6-3) y a Richard Gasquet por 6-3, 6-2 y 7-5 clasificando a su equipo para la final por primera vez desde 2005.
A finales de octubre, comenzó la gira bajo techo en Basilea llega a semifinales tras vencer a Mijaíl Yuzhny, Pablo Carreño y Marcel Granollers. Tras esto vence a Mischa Zverev en tres sets por un duro 4-6, 7-5, 6-3 en dos horas 10 minutos. En la final se enfrentó al 5 del mundo Kei Nishikori venciéndolo en una hora 37 minutos por 6-1 y 7-6(5), ganando el primer ATP 500 de su carrera. Con este título, regresó al Top 10 y quedó muy cerca de la clasificación para el Masters de Londres. La semana siguiente en el Masters de París, venció en la segunda ronda a Ivo Karlović por 7-6(7) y 6-2, luego al belga David Goffin por 6-3 y 7-6(9), esta victoria le permite clasificarse para el Masters de Londres por segunda vez en tres años. En cuartos de final se enfrentó al número 1 del mundo Novak Djokovic ganándole por primera vez en 15 partidos por 6-4 y 7-6(7-2) en una hora 45 minutos logrando su primera victoria sobre un número uno dominando completamente el partido, y esta derrota de Djokovic le abre la puerta a Andy Murray para que sea número uno del mundo por primera vez si llega a la final del torneo y quitarle el trono al serbio. Para Čilić, este es su mejor resultado en este torneo, y le permite alcanzar el séptimo lugar del ranking. Sin embargo, pierde contra un excelente John Isner por 4-6 y 3-6 en una hora 11 minutos quien estuvo soberbio en el servicio: 18 aces y 92% de primer servicio.
En el ATP World Tour Finals quedó ubicado en el Grupo John McEnroe con el nuevo número 1 mundial Andy Murray, el 3 del mundo el suizo Stanislas Wawrinka y el 5 del mundo el japonés Kei Nishikori. En su primer juego perdió en una hora y media contra el escocés Murray por un contundente 6-3 y 6-2, luego perdió de nuevo a pesar de un buen juego por un cerrado cerrado doble 7-6 en casi dos horas contra el suizo Wawrinka. Para su último partido de grupo y ya eliminado de la competencia, se enfrenta al japonés Nishikori después de un primer set perdido rápidamente, invierte la situación y gana por 3-6, 6-2, 6-3 en una hora 53 minutos, ganando así su primer partido en esta categoría. Con esta victoria, superó al francés Gael Monfils, y alcanzó el mejor ranking de su carrera, el sexto lugar.
Una semana después, jugó la final de la Copa Davis 2016 contra Argentina los días 25, 26 y 27 de noviembre, en Arena Zagreb (Croacia) en dura (bajo techo). Disputó el primer sencillo contra Federico Delbonis y ganó en un partido de suspenso por 6-3, 7-5, 3-6, 1-6 y 6-2 en tres horas 30 minutos. Luego igualado a uno en el dobles, junto con Ivan Dodig vencieron a Juan Martín del Potro y Leonardo Mayer por doble 7-6 y 6-3 en tres horas para permitirles volver a tomar la delantera por 2 a 1. Tiene la opción de ganar la ensaladera contra Del Potro en el cuarto punto, en un partido que comenzó idealmente para el estando dos sets arriba, necesitaba un set más para ganar el título para su país, pero poco a poco fue perdiendo su nivel y terminó siendo derrotado por 7-6(4), 6-2, 5-7, 4-6 y 3-6 permitiéndole a Argentina volver a igualar luego de un maratónico juego de 4 horas 53 minutos. En el último partido su compatriota Ivo Karlović pierde en sets corridos contra Federico Delbonis y esto le impide a Croacia ser campeón por primera vez de la Copa Davis.

### 2017: Final en Wimbledon
Comenzó la temporada 2017 como primer cabeza de serie en Chennai pero perdió ante Jozef Kovalík en la segunda ronda. En el primer Grand Slam del año el Abierto de Australia, comenzó ganando un exigente partido en primera ronda ante el irregular polaco Jerzy Janowicz ganando en 5 sets por 4-6, 4-6, 6-2, 6-2, 6-3 viniendo dos sets abajo, luego en segunda ronda cayó ante Daniel Evans en 4 sets por 6-3, 5-7, 3-6 y 3-6.
En febrero, alcanzó las semifinales de Acapulco (derrotó a Aleksandr Dolgopólov, Borna Ćorić y a Steve Johnson), perdió ante Rafael Nadal en semifinales por un contundente 6-1 y 6-2). En los dos primeros Masters 1000 pierde de entrada, en Indian Wells pierde ante todo pronóstico ante el 136° del mundo y local Taylor Fritz, dos semanas más tarde también pierde de entrada en Miami ante el 77° del mundo Jeremy Chardy en tres sets por 4-6, 6-2, 3-6.
Comenzó la gira de tierra batida europea en Montecarlo llegando a los cuartos de final tras vengarse de Jeremy Chardy (6-3, 6-0) y vencer a Tomáš Berdych (6-2, 7-6), antes de ser derrotado por el cabeza de serie 15 y posterior finalista Albert Ramos por 2-6, 7-65, 2-6. Reanuda en Estambul como segundo cabeza de serie, derrota fácilmente a Damir Džumhur y Steve Darcis (Siendo este el triunfo 400 de su carrera) y luego a Diego Schwartzman por 6-1 y 7-67 en un segundo set más trabajado y con múltiples quiebres, en la final venció al cabeza de serie 1 y N.º 6 del mundo Milos Raonic por 7-63 y 6-3 en una intensa final de dos horas, este es su 14° título ATP 250, 17° general, segundo título en arcilla, y el décimo año consecutivo que Čilić gana al menos un título ATP.
En mayo disputa el Masters de Madrid, perdiendo de entrada ante Alexander Zverev por 7-63, 3-6 y 4-6 después de ganar el primer set. En Roma comienza superando fácilmente a Ryan Harrison, luego al 10 mundial David Goffin por 6-3, 6-4, en cuartos de final fue eliminado en un partido de grandes sacadores contra el estadounidense John Isner por 36-7, 6-2 y 26-7 siendo eliminado en dos Tie-Break.
En Roland Garros, se clasifica por primera vez a los cuartos de final del Grand Slam parisino al vencer a Ernests Gulbis, Konstantin Kravchuk, Feliciano López y Kevin Anderson en sets corridos, se convirtió además en el primer croata que clasifica a los cuartos de final de Roland Garros luego de 11 años, en dicha instancia es dominado por el 3° del mundo Stan Wawrinka por 6-3, 6-3 y 6-1 después de una hora y 40 minutos donde solo tuvo una chance de quiebre.
Para la gira sobre césped, comienza en Queen's, donde juega a un gran nivel en las primeras rondas con un alto nivel de servicio y no perdiendo un solo set hasta la semifinales tras vencer a John Isner (7-5, 6-3) y el luxemburgués Gilles Muller por 6-3, 5-7, 6-4 en las semifinales en su partido más difícil a la final, ahí se enfrentaría al especialista en esta superficie Feliciano López, y después de tener un punto de partido, cae por 6-4, 26-7 y 86-7 después de dos horas y media de partido en un partido dominado por los servicios.
En Wimbledon, logra una impresionante primera semana y clasifica a cuartos de final sin perder sets superando a Philipp Kohlschreiber (6-4, 6-2, 6-3), Florian Mayer (7-62, 6-4, 7-5), Steve Johnson (6-4, 7-63, 6-4) y al 19° del mundo Roberto Bautista ganando por un sólido triple 6-2 en solo 1 hora y 41 minutos en su mejor partido en el torneo, en cuartos de final se enfrenta a Gilles Muller (26° del mundo), que había vencido a Nadal en la ronda anterior, y se las arregla para volver a batirlo en otro partidazo esta vez en 5 sets por 3-6, 7-66, 7-5, 5-7 y 6-1 para alcanzar su primera semifinal en Londres después de tres horas y media de juego, en semifinales se enfrenta al cañonero estadounidense Sam Querrey (28° del mundo), quien había vencido a Murray en la ronda anterior y en otro difícil encuentro lo vence en cuatro sets por 46-7, 6-4, 7-63, 7-5 después de tres horas partido para llegar a su primera final de Grand Slam después de dos años y medio, además se convirtió en el primer croata en llegar a la final de Wimbledon, el segundo después de Goran Ivanišević en 2001, su desafío final fue Roger Federer, el 5 del mundo, en un partido absolutamente controlado por el suizo pierde por 6-3, 6-1 y 6-4 en 1 hora 41 minutos, estando abrumado por una molestia en el pie, después de perder la final deja salir su frustración de esta vergüenza con lágrimas durante la presentación de los trofeos.
Después de eso se pierde los Masters de Canadá y Cincinnati, en este último era campeón defensor debido a una lesión en la ingle. Volvió a jugar en el US Open superando con bastante facilidad las dos primeras rondas, pero pierde sorpresivamente en tercera ronda ante Diego Schwartzman por 6-4, 5-7, 5-7, 4-6. A pesar de esta eliminación temprana, tras la conclusión del torneo, Čilić entró en el top 5 por primera vez en su carrera.
Antes de la gira asiática disputó el Repechaje de la Copa Davis 2017 contra Colombia entre el 15 y 17 de septiembre en Plaza de Toros La Santamaria en tierras colombianas en arcilla, abrió la serie ante Alejandro González por 6-1, 6-4, 6-1, al día siguiente disputó el dobles junto con Nikola Mektic ante Juan Sebastián Cabal y Robert Farah ganando por un maratónico partido por 5-7, 56-7, 6-4, 6-2, 6-4 tras remontar dos sets abajo y dejando a Croacia 2-1 arriba, finalmente cerró la serie el domingo al vencer al número 1 local Santiago Giraldo por 6-3, 6-4 y 6-4.
Para asegurase un puesto en el Masters de Londres en noviembre, en octubre comenzó la gira asiática en Tokio derrotando al griego Stefanos Tsitsipas (6-3, 6-2) y después a Yasutaka Uchiyama y Ryan Harrison en sets corridos para alcanzar las semifinales donde cae ante el francés Adrian Mannarino por 7-65, 4-6 y 0-6. Después jugó el Masters 1000 de Shanghái, después de vencer a Albert Ramos por 6-3 y 6-4 en los cuartos de final, se asegura estar entre los cuatro primeros por primera vez en su carrera, en semifinales se enfrenta al número 1 del mundo Rafael Nadal, luego de que el español tuviera dos bolas de set en el 5-4 del primer set, quiebra y estira el partido, pero finalmente cae por 7-5 y 7-63 en dos horas y 11 minutos.
En la gira en pista cubierta de finales de octubre, juega Basilea para defender su título, comienza superando con lo justo a su compatriota Borna Ćorić por 6-3, 3-6, 6-3 luego salva dos puntos de partido para derrotar al clasificado Márton Fucsovics por 7-65, 5-7 y 7-64 después de más de tres horas de partido antes de caer ante Juan Martín del Potro por doble 6-4 en semifinales, después juega en el Masters de París-Bercy, vence a Borna Ćorić (6-4, 6-3) de nuevo y Roberto Bautista (7-64, 6-2), pierde en los cuartos de final ante Julien Benneteau por un estrecho 7-65 y 7-5.
En el ATP World Tour Finals quedó situado en el grupo Boris Becker con el número 2 Roger Federer, el número 3 Alexander Zverev y el número 9 del mundo Jack Sock, pierde sus tres partidos, frente a Zverev por 4-6, 6-3, 4-6 en dos horas y 5 minutos, con Sock por 7-5, 2-6 y 46-7 en dos horas 28 minutos y finalmente contra Federer por 7-65, 4-6 y 1-6 en una hora y 54 minutos, después del término de la temporada, sus objetivos para 2018 son entrar entre los tres primeros.
A principios de diciembre, anuncia su separación con su Jonas Björkman, terminó la temporada como n.º 6 del mundo por segundo año consecutivo.

### 2018: Tercera final de Grand Slam, número 3 del mundo y campeón de la Copa Davis
Comenzó el 2018 en Pune, India como primer cabeza de serie y en ese mismo torneo debutó con su nuevo entrenador Ivan Cinkus, llegó a semifinales fácilmente sin ceder sets, ahí cae ante todo pronóstico ante el futuro campeón francés Gilles Simón por 6-1, 3-6 y 2-6.
A pesar de sus irregulares desempeños desde su campaña en Wimbledon, Čilić logra un gran torneo en el Abierto de Australia, derrota trabajadamente a Vasek Pospisil por 6-2, 6-2, 4-6 y 7-65 en primera ronda, después derrota a Joao Sousa (6-1, 7-5, 6-2) y Ryan Harrison (7-64, 6-3, 7-64) más fácilmente para alcanzar los octavos de final, en la segunda semana vence al n.º 10 del mundo Pablo Carreño en cuatro mangas por 26-7, 6-3, 7-60 y 7-63 en tres horas y 27 minutos, en cuartos de final se enfrenta al número 1 del mundo Rafael Nadal ganando por 3-6, 6-3, 56-7, 6-2, 2-0 y abandono del español por una lesión en el psoas ilíaco después de tres horas y 47 minutos empujando al español hasta el límite avanzando a las semifinales en Melbourne por primera vez desde 2010, en dicha instancia elimina al debutante en esta instancia Kyle Edmund por 6-2, 7-64 y 6-2 en dos horas 18 minutos sin demasiado esfuerzo clasificándose para su tercera final de Grand Slam, la primera en Australia y también se convierte en el primer croata que llega a la final del primer Grand Slam del año, lo que lo dejó entre los tres primeros del torneo después de la final independiente de lo que pase, en la final se enfrenta al suizo Roger Federer (Entonces 2 del mundo), en un partido de mucho nerviosismo el suizo se soltó en el quinto set y ganó por 2-6, 7-65, 3-6, 6-3 y 1-6 en más de tres horas de partido, El partido recibió críticas menores de algunos expertos del tenis por jugar en el interior para favorecer a Federer, a pesar de que el Abierto de Australia tradicionalmente es un evento al aire libre. Čilić más tarde admitió que le resultaba difícil adaptarse a las nuevas condiciones. Sin embargo, seguía en disputa quién de los dos jugadores iba a ser favorecido en condiciones de interior. A la conclusión del torneo, Čilić alcanzó el ranking ATP número 3 el día 29 de enero, el más alto de su carrera.
Apenas sin descanso disputó los Octavos de final de la Copa Davis contra Canadá, jugó sólo el punto de dobles con Ivan Dodig ganando por 2-6, 3-6, 6-4, 7-5 y 6-2 después de haber ido 2-6, 3-6 y 1-4 abajo, para quedar 2-1 arriba y finalmente Borna Ćorić ganaría el cuarto punto y clasificando a su país a los cuartos de final. Regresa oficialmente al circuito en la gira de tierra batida sudamericana en Río de Janeiro, vence fácilmente a Carlos Berlocq en primera ronda, perdió en la segunda ronda ante el francés Gael Monfils. Tras este pase fugaz en Brasil es seguido por un derrota en tercera ronda del Masters de Indian Wells contra Philipp Kohlschreiber y en Miami siendo derrotado por el cañonero estadounidense John Isner en octavos de final, futuro ganador del torneo.
Después de estos fracasos en singles, vuelve a la jugar Copa Davis contra Kazajistán por los Cuartos de final recibe una bocanada de aire fresco y siendo clave en el triunfo de su país en sus dos enfrentamientos en singles, solo deja escapar 8 juegos, 5 contra Dmitry Popko por 6-2, 6-1, 6-2 y solamente 3 contra Mijaíl Kukushkin por triple 6-1 para enfrentarse en las semifinales a Estados Unidos. Después de este paréntesis nacional, comienza la gira de tierra batida europea en el Masters 1000 de Montecarlo donde vence a Fernando Verdasco en sets corridos y disfruta del abandono de Milos Raonic en la tercera ronda para llegar a los cuartos de final donde sería eliminado por el japonés Kei Nishikori.
En mayo disputa el Torneo de Estambul saliendo a las primeras de cambio ante el tunecino Malek Jaziri, se bajó del Masters de Madrid producto de una lesión, regresó en el último Masters 1000 sobre polvo de ladrillo en Roma venció a Ryan Harrison en segunda ronda en tres sets, en tercera venció a Benoît Paire en sets corridos y en cuartos de final venció a Pablo Carreño por doble 6-3 y en semifinales cayó ante Alexander Zverev por un reñido 7-6 y 7-5.
Este último Masters 1000 sobre arcilla italiana anunció grandes cosas para Roland Garros, debutó venciendo a James Duckworth en sets corridos, en segunda ronda derrotó a Hubert Hurkacz en cuatro mangas, venció a Steve Johnson en 3°ronda y en cuarta ronda derrotó a Fabio Fognini en cinco sets, en cuartos de final y en un duelo de dos días cayó ante Juan Martín del Potro por 6-7, 7-5, 3-6 y 5-7, jugando un buen partido.
Para la gira de césped, encontró sobre la hierba, una superficie que se adapte más a su estilo de juego, en Queen's tras vencer a Fernando Verdasco, Gilles Müller, Sam Querrey y Nick Kyrgios, ganando todos en sets corridos excepto ante Muller que fue a 3 sets, en la final donde se enfrentaría a Novak Djokovic, perdió el primer set ante el serbio por 7-5 y estuvo 4-1 abajo en la muerte súbita del segundo set pero cambió el rumbo ganando los últimos 6 puntos del desempate antes de ganar el tercer set por 6-3 para reclamar su segundo título en Queen's después del éxito en 2012. En Wimbledon era uno de los favoritos a quedarse con el torneo, quedó en la mitad del cuadro superior y también se le consideró como una de las amenazas más grandes en la defensa del título de Roger Federer, vence a Yoshihito Nishioka en sets corridos en la primera ronda pero fue sorpresivamente eliminado por Guido Pella en 2.ª en cinco sets, después de ganar los dos primeros por 6-3 y 6-1 cayendo por 6-4, 7-6 y 7-5 los tres siguientes sets.
Comienza el US Open Series en el Masters 1000 de Canadá quedando excepto de la primera ronda, comienza venciendo a su compatriota Borna Ćorić por 6-3, 3-6 y 6-1, luego en octavos de final derrota al argentino Diego Schwartzman por un fácil 6-3, 6-2 y en cuartos se enfrenta a Rafael Nadal en un duelo que fue una revancha de lo ocurrido en Australia 2018 Čilić comenzaría como un rayo ganando por 6-2 el primero pero luego el español sacaría su garra y ganaría por doble 6-4 los dos siguientes sets.
Finalmente, en el US Open, derrota fácilmente a Marius Copil y Hubert Hurkacz, antes de derrotar con dificultad en un partido de suspenso por 4-6, 3-6, 6-3, 6-4, 7-5 al joven australiano Álex de Miñaur para alcanzar los octavos de final por primera vez desde 2015. Luego vence en 2 horas 24 minutos al 10 del mundo David Goffin por 7-6(6), 6-2 y 6-4 antes de encontrarse a Kei Nishikori en los cuartos de final, como en la final de 2014. Y tras cuatro horas de un intenso partido con golpes fantásticos y muchas pausas el japonés se vengó de lo ocurrido hace cuatro años atrás y ganó por 6-2, 4-6, 6-7(5), 6-4 y 4-6.
Después disputó las Semifinales de la Copa Davis contra Estados Unidos y ayudó a su país a alcanzar la segunda final de Copa Davis en tres años, ganando 1 de sus 2 partidos individuales, en el primero venció a Frances Tiafoe en sets corridos y en el segundo perdió contra Sam Querrey en cuatro sets quedando la serie igualada 2-2 y finalmente Borna Ćorić clasificó a Croacia a la final.
En octubre, Čilić sufrió una serie de derrotas anticipadas perdiendo a las primeras de cambio en Tokio, Shanghái, y en la segunda ronda de Basilea tras ganar un partido. Mejoró sus actuaciones en el Masters de París llegando a los cuartos de final por tercer año consecutivo tras vencer a Philipp Kohlschreiber y Grigor Dimitrov en sets corridos, ahí perdió en tres sets contra el futuro número uno Novak Djokovic por 4-6, 6-2 y 6-3 después de un buen comienzo. Al ganarle un set, terminó la racha de 30 sets consecutivos ganados por el serbio.
Ya en el último torneo del año: el ATP World Tour Finals quedando ubicado en el Grupo Gustavo Kuerten, con el número uno del mundo Novak Djokovic, el número 5 Alexander Zverev y el número diez mundial John Isner. En su partido debut perdió en dos desempates contra Zverev después de 2 horas 6 minutos en un encuentro muy igualado, luego remontó frente a Isner para ganar por 6-7(2), 6-3 y 6-4 en dos horas 14 minutos para seguir con vida, ya en el tercer partido perdería contra Djokovic por 7-6(7) y 6-2 en una hora 35 minutos siendo eliminado del torneo.

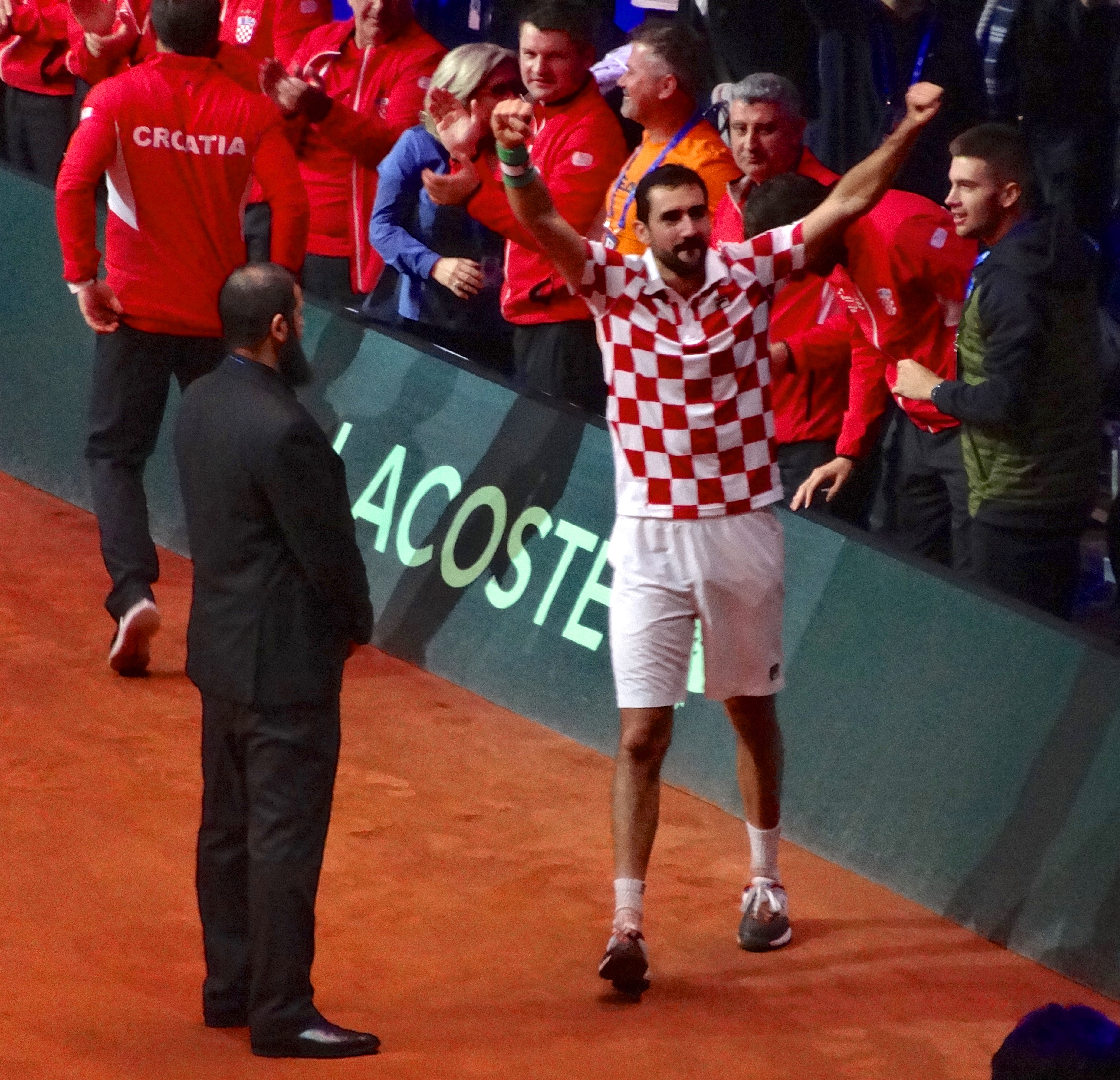
Čilić después de la victoria contra Jo-Wilfried Tsonga en la Final de la Copa Davis.

En noviembre, juega la Final de la Copa Davis contra Francia los días 23, 24 y 25 de noviembre en el Estadio Pierre-Mauroy, Lille en Francia sobre tierra batida. Ganó sus dos duelos de individuales contra los franceses Jo-Wilfried Tsonga (6-3, 7-5, 6-4) y Lucas Pouille (7-6(6), 6-3, 6-3) en sets corridos. A diferencia de la final perdida contra Argentina en Zagreb en 2016, se puso el equipo al hombro para darle el título a su país en el cuarto punto en el partido contra Pouille. Con esta victoria, todos los jugadores que han ganado un Grand Slam desde 2005 también han ganado la Copa Davis al menos una vez.

### 2019
Comenzó su temporada en el Abierto de Australia. En su partido de tercera ronda contra Fernando Verdasco, salvó dos puntos de partido y levantó 0-2 en sets para avanzar a la cuarta ronda por un score de 4-6, 3-6, 6-1, 7-6 y 6-3. Esta fue la séptima vez en la carrera de Čilić que ganó un partido luego de perder los dos primeros sets. En la cuarta ronda, cayó contra Roberto Bautista Agut en cuatro sets.
En sus próximos tres torneos, Čilić solo logró ganar un partido, siendo eliminado tempranamente en Dubái, Indian Wells y Miami. Como resultado de su mala forma en la primera parte del año, Čilić salió de la lista de los diez mejores por primera vez en más de dos años.
Después de otros dos torneos sin victorias en la gira de tierra batida europea en el Masters de Montecarlo y en Budapest, logró romper su mala racha en el Masters de Madrid al ganar tres partidos consecutivos contra Martin Kližan, Jan-Lennard Struff, y Laslo Djere en tres sets para acceder a los cuartos de final. Sin embargo, tuvo que retirarse antes de su partido contra Novak Djokovic debido a una intoxicación alimentaria. Al llegar a los cuartos de final, Čilić se convirtió en uno de los pocos jugadores en el circuito que alcanzó la etapa de cuartos de final de todos los torneos Masters 1000. Perdió en su partido de la segunda ronda en Roma y Roland Garros, ante Jan-Lennard Struff y Grigor Dimitrov respectivamente.
No pudo defender su título en Queen's al caer en segunda ronda, esto dejó al croata fuera del top 15 por primera vez en cinco años. Esto también marcó la primera vez desde agosto de 2008 que Čilić no llega a una final en un torneo ATP en más de un año.

## Clasificación histórica
| Torneo                          | 2005            | 2006            | 2007            | 2008            | 2009            | 2010            | 2011            | 2012            | 2013            | 2014         | 2015         | 2016         | 2017         | 2018         | 2019            | 2020            | 2021            | 2022            | 2023         | T/P     | G–P     | %       |
| ------------------------------- | --------------- | --------------- | --------------- | --------------- | --------------- | --------------- | --------------- | --------------- | --------------- | ------------ | ------------ | ------------ | ------------ | ------------ | --------------- | --------------- | --------------- | --------------- | ------------ | ------- | ------- | ------- |
| Torneos de Grand Slam           |                 |                 |                 |                 |                 |                 |                 |                 |                 |              |              |              |              |              |                 |                 |                 |                 |              |         |         |         |
| Abierto de Australia            | A               | A               | 1R              | 4R              | 4R              | SF              | 4R              | A               | 3R              | 2R           | A            | 3R           | 2R           | F            | 4R              | 4R              | 1R              | 4R              | A            | 0 / 14  | 35–14   | 71%     |
| Roland Garros                   | A               | Q2              | 1R              | 2R              | 4R              | 4R              | 1R              | 3R              | 3R              | 3R           | 4R           | 1R           | CF           | CF           | 2R              | 1R              | 2R              | SF              | A            | 0 / 16  | 31–16   | 66%     |
| Wimbledon                       | A               | A               | 1R              | 4R              | 3R              | 1R              | 1R              | 4R              | 2R              | CF           | CF           | CF           | F            | 2R           | 2R              | ND              | 3R              | A               |              | 0 / 14  | 31–13   | 70%     |
| US Open                         | A               | Q1              | Q1              | 3R              | CF              | 2R              | 3R              | CF              | A               | G            | SF           | 3R           | 3R           | CF           | 4R              | 3R              | 1R              | 4R              |              | 1 / 14  | 41–13   | 76%     |
| Ganados–Perdidos                | 0–0             | 0–0             | 0–3             | 9–4             | 12–4            | 9–4             | 5–4             | 9–3             | 5–2             | 14–3         | 12–3         | 8–4          | 13–4         | 15–4         | 8–4             | 5–3             | 3–4             | 11–3            |              | 1 / 58  | 138–56  | 72%     |
| Torneos de maestros             |                 |                 |                 |                 |                 |                 |                 |                 |                 |              |              |              |              |              |                 |                 |                 |                 |              |         |         |         |
| ATP Finals                      | No se clasificó | No se clasificó | No se clasificó | No se clasificó | No se clasificó | No se clasificó | No se clasificó | No se clasificó | No se clasificó | RR           | NSC          | RR           | RR           | RR           | No se clasificó | No se clasificó | No se clasificó | No se clasificó |              | 0 / 4   | 2–10    | 17%     |
| ATP Masters Series/Masters 1000 |                 |                 |                 |                 |                 |                 |                 |                 |                 |              |              |              |              |              |                 |                 |                 |                 |              |         |         |         |
| Indian Wells                    | A               | A               | A               | 2R              | 3R              | 2R              | 3R              | 2R              | 3R              | 4R           | 2R           | CF           | 2R           | 3R           | 3R              | ND              | A               | 2R              | A            | 0 / 13  | 11–13   | 46%     |
| Miami                           | A               | A               | A               | 2R              | 3R              | 4R              | 2R              | 3R              | CF              | 2R           | A            | 3R           | 2R           | 4R           | 2R              | ND              | 4R              | 3R              | A            | 0 /13   | 15–13   | 54%     |
| Montecarlo                      | A               | Q1              | A               | 1R              | 2R              | 3R              | 3R              | 2R              | 3R              | 2R           | CF           | A            | CF           | CF           | 2R              | ND              | 1R              | 2R              | A            | 0 / 13  | 14–13   | 52%     |
| Madrid1                         | A               | A               | A               | 3R              | 2R              | 3R              | 2R              | 3R              | 1R              | 3R           | 2R           | A            | 2R           | A            | CF              | ND              | A               | 2R              | A            | 0 / 11  | 12–11   | 52%     |
| Roma                            | A               | A               | A               | 1R              | 3R              | 2R              | CF              | 1R              | 2R              | 2R           | 1R           | A            | CF           | SF           | 2R              | 3R              | 2R              | 3R              | A            | 0 / 14  | 18–14   | 56%     |
| Canadá                          | A               | A               | A               | CF              | 1R              | 1R              | 3R              | 3R              | A               | 3R           | 2R           | 2R           | A            | CF           | 3R              | ND              | 2R              | 3R              |              | 0 / 12  | 15–12   | 54%     |
| Cincinnati                      | A               | A               | Q1              | 1R              | 2R              | 1R              | 1R              | CF              | A               | 3R           | 3R           | G            | A            | SF           | 1R              | 1R              | 2R              | 3R              |              | 1 / 13  | 19–12   | 61%     |
| Shanghái2                       | No Celebrado    | No Celebrado    | No Celebrado    | No Celebrado    | 1R              | 1R              | 1R              | CF              | A               | 1R           | 3R           | 2R           | SF           | 2R           | 1R              | No Disputado    | No Disputado    | No Disputado    |              | 0 / 10  | 10–10   | 50%     |
| París                           | A               | A               | A               | 3R              | CF              | 3R              | 1R              | 2R              | 2R              | A            | 2R           | SF           | CF           | CF           | 2R              | 3R              | 2R              | 1R              |              | 0 / 14  | 16–14   | 53%     |
| Hamburgo3                       | A               | A               | A               | 1R              | Desaparecido    | Desaparecido    | Desaparecido    | Desaparecido    | Desaparecido    | Desaparecido | Desaparecido | Desaparecido | Desaparecido | Desaparecido | Desaparecido    | Desaparecido    | Desaparecido    | Desaparecido    | Desaparecido | 0 / 1   | 0–1     | 0%      |
| Ganados–Perdidos                | 0–0             | 0–0             | 0–0             | 9–9             | 9–9             | 5–9             | 9–9             | 11–9            | 8–6             | 10–8         | 6–8          | 13–5         | 9–7          | 14–8         | 8–9             | 3–3             | 7–6             | 9–8             |              | 1 / 114 | 130–113 | 54%     |
| Representación nacional         |                 |                 |                 |                 |                 |                 |                 |                 |                 |              |              |              |              |              |                 |                 |                 |                 |              |         |         |         |
| Juegos Olímpicos                | No Disputado    | No Disputado    | No Disputado    | 2R              | No Disputado    | No Disputado    | No Disputado    | 2R              | No Disputado    | No Disputado | No Disputado | 3R           | No Disputado | No Disputado | No Disputado    | No Disputado    | 2R              | ND              | ND           | 0 / 4   | 5–4     | 56%     |
| Croacia                         | A               | CF              | 1R              | Z1              | SF              | CF              | 1R              | CF              | 1R              | PO           | A            | F            | 1R           | G            | A               | A               | F               | SF              |              | 1 / 12  | 28–15   | 65%     |
| ATP Cup                         | Inexistente     | Inexistente     | Inexistente     | Inexistente     | Inexistente     | Inexistente     | Inexistente     | Inexistente     | Inexistente     | Inexistente  | Inexistente  | Inexistente  | Inexistente  | Inexistente  | Inexistente     | RR              | NSC             | NSC             | ND           | 0 / 1   | 2–1     | 66%     |
| Ganados–Perdidos                | 0-0             | 0–2             | 2–1             | 1–2             | 3–1             | 2–1             | 4–0             | 2–2             | 2–0             | 3–0          | 0–0          | 7–4          | 2–0          | 2–0          | 0–0             | 2–1             | 2–5             | 1–1             |              | 0 / 17  | 35–20   | 64%     |
| Estadísticas                    |                 |                 |                 |                 |                 |                 |                 |                 |                 |              |              |              |              |              |                 |                 |                 |                 |              |         |         |         |
|                                 | 2005            | 2006            | 2007            | 2008            | 2009            | 2010            | 2011            | 2012            | 2013            | 2014         | 2015         | 2016         | 2017         | 2018         | 2019            | 2020            | 2021            | 2022            | 2023         | Carrera | Carrera | Carrera |
| Torneos                         | 1               | 9               | 12              | 25              | 22              | 23              | 24              | 20              | 14              | 23           | 20           | 22           | 21           | 19           | 20              | 11              | 21              | 20              |              | 306     | 306     | 306     |
| Títulos                         | 0               | 0               | 0               | 1               | 2               | 2               | 1               | 2               | 1               | 4            | 1            | 2            | 1            | 1            | 0               | 0               | 2               | 0               |              | 20      | 20      | 20      |
| Finales                         | 0               | 0               | 0               | 1               | 4               | 3               | 4               | 3               | 2               | 5            | 1            | 4            | 3            | 2            | 0               | 0               | 3               | 1               |              | 36      | 36      | 36      |
| G-P en general                  | 0–1             | 5–11            | 14–13           | 37–25           | 48–21           | 40–22           | 44–22           | 39–19           | 26–12           | 54–21        | 35–19        | 49–24        | 44–22        | 44–20        | 22–19           | 14–12           | 33–23           | 32–21           |              | 581–327 | 581–327 | 581–327 |
| Victorias %                     | 0%              | 31%             | 52%             | 60%             | 70%             | 65%             | 67%             | 67%             | 68%             | 72%          | 65%          | 67%          | 67%          | 69%          | 53%             | 54%             | 59%             | 60%             |              | 63.98%  | 63.98%  | 63.98%  |

Notas:
- 1: El Masters de Madrid se jugó en pista dura desde 2002 hasta 2008, desde 2009 se juega en arcilla.
- 2: El Masters de Shanghái se juega desde 2009, reemplazando al Masters de Madrid en la superficie dura.
- 3: El Masters de Hamburgo se jugó hasta 2008 como Masters 1000, desde 2009 es un torneo ATP 500.

## Ranking ATP al final de la temporada
| Año                     | 2004  | 2005 | 2006 | 2007 | 2008 | 2009 | 2010 | 2011 | 2012 | 2013 | 2014 | 2015 | 2016 | 2017 | 2018 | 2019 | 2020 | 2021 | 2022 |
| Ranking en individuales | 1,463 | 587  | 170  | 71   | 22   | 14   | 14   | 22   | 15   | 37   | 9    | 13   | 6    | 6    | 7    | 39   | 42   | 30   | 17   |